# Appignano del Tronto
Appignano del Tronto – miejscowość i gmina we Włoszech, w regionie Marche, w prowincji Ascoli Piceno.
Według danych na styczeń 2009 gminę zamieszkiwały 1972 osoby przy gęstości zaludnienia 85,8 os./1 km².